# Kriva Reka, Gornji Milanovac
Kriva Reka (izvirno srbsko Крива Река) je naselje v Srbiji, ki upravno spada pod Občino Gornji Milanovac; slednja pa je del Moraviškega upravnega okraja.

## Demografija
V naselju živi 98 polnoletnih prebivalcev, pri čemer je njihova povprečna starost 57,3 let (53,0 pri moških in 61,0 pri ženskah). Naselje ima 57 gospodinjstev, pri čemer je povprečno število članov na gospodinjstvo 1,79.
To naselje je, glede na rezultate popisa iz leta 2002, večinoma srbsko, a v času zadnjih treh popisov je opazno zmanjšanje števila prebivalcev.
|  |

| Demografija | Demografija     | Demografija     |
| Leto        | Št. prebivalcev | Št. prebivalcev |
| ----------- | --------------- | --------------- |
|             |                 |                 |
|             |                 |                 |
|             |                 |                 |
|             |                 |                 |
| 1948        | 526             |                 |
| 1953        | 501             |                 |
| 1961        | 464             |                 |
| 1971        | 367             |                 |
| 1981        | 299             |                 |
| 1991        | 187             | 167             |
| 2002        | 102             | 102             |
|             |                 |                 |

| Etnična sestava po popisu iz leta 2002 | Etnična sestava po popisu iz leta 2002 | Etnična sestava po popisu iz leta 2002 | Etnična sestava po popisu iz leta 2002 | Etnična sestava po popisu iz leta 2002 |
| -------------------------------------- | -------------------------------------- | -------------------------------------- | -------------------------------------- | -------------------------------------- |
| Srbi                                   | Srbi                                   |                                        | 101                                    | 99,01%                                 |
| Hrvati                                 | Hrvati                                 |                                        | 1                                      | 0,98%                                  |
| Neznano                                | Neznano                                |                                        | 0                                      | 0,0%                                   |